# Как да се закърпи KDE2 под FreeBSD?
Как да се закърпи KDE2 под FreeBSD? е популярен интернет мем, за първи път зададен като въпрос на цитати Архив на оригинала от 2011-01-13 в Wayback Machine., дълго време класиран на първо място в рейтинга на Цитатника Рунет, в базата данни на която този цитат се съхранява под номер 42.

## Текст на цитата
| „ | — Здравейте, каналът за аниме ли е? — Да. — Как да закърпя KDE2 под FreeBSD? | “ |

## Произход на цитата
Фразата е произнесена на IRC-канала #anime сети RuNet на 8 май 2004 г.. Авторът на фразата — Александър Косырин, е един от известните деятели на руското аниме-фендъм, известен в „Живо списание“ под ника dead_persimmon. Скоро фразата попада на сайта за цитати bash.org.ru. Тъй като този сайт е създаден от Андрей Лавров („DarkRider“), също известен аниматор от Башкирия (живеещ в Москва), взел първоначалната база от цитати за сайта от цитатника на ботове за анимационни канали на IRC-мрежата RusNet, това предопределило първоначалната известност на сайта именно в средите на аниматорите. С увеличаване популярността на сайта в Рунет започнала да расте и популярността на цитата, като бързо заема първо място в рейтинга.
Цитираното изказване представлява хипотетичен диалог от три реплики, който се случва на IRC-канала #anime. Ситуацията е описана в значително гротестен вид – диалогът е максимално опростен и лаконичен, а ключовите моменти са преувеличени.

## Социокултурен контекст и хумористични аспекти
Комичният ефект, описан в диалога на ситуацията е в нейната парадоксалност: страничен човек, на когото е нужна консултация по фина настройка на графичната среда KDE2 в операционната система FreeBSD, се обръща не към специализиран канал от типа на #freebsd, #unix или #kde, а на каналът #anime – възприемайки го именно като канал на технически специалисти в областта на Unix-системите, а не като канал за аниматори.
Дадения диалог от три фрази е плод на фантазия и не е възниквал в резултат на реално обсъждане, а е замислен от началото до края като пародия. Авторът е известен аниматор, нямащ понятие от ОС Unix и уморен от постоянното обсъждане на тази операционна система на канала #anime (откъдето и идва техническата неграмотност на фразата).
През 2007 г. е направено запитване в ЖЖ-обществото ЖЖ-сообществоru_anime на тема: „има ли връзка между субкултурите на аниматорите и юникс-специалистите?“ Мненията на участниците в анкетата се разделили в полза и на двата възможни отговора.
Доколкото цитатът е жив в Интернет като мем, опити за шегуване с него на канала #anime все още продължават.